# Burn the Maps
Burn the Maps je v pořadí páté studiové album hudební skupiny The Frames. Bylo vydáno 17. září 2004 v Irsku ve vydavatelství Plateau Records. Později, 8. února 2005, vyšlo celosvětově pod vydavatelstvím ANTI-. Burn the Maps bylo vůbec první album The Frames, které se v irském žebříčku vyšplhalo na první místo.

## Seznam skladeb
1. „Happy“
2. „Finally“
3. „Dream Awake“
4. „A Caution to the Birds“
5. „Trying“
6. „Fake“
7. „Sideways Down“
8. „Underglass“
9. „Ship Caught in the Bay“
10. „Keepsake“
11. „Suffer in Silence“
12. „Locusts“